# Trần Thị Trúc
Trần Thị Trúc (chữ Hán: 陳氏竹; ? – ?), phong hiệu Cửu giai Tài nhân (九階才人), là một thứ phi của vua Minh Mạng nhà Nguyễn trong lịch sử Việt Nam.
Không rõ lai lịch, năm sinh năm mất của bà Trúc, cũng như thời gian mà bà nhập cung vào hầu vua Minh Mạng. Cũng không rõ mộ phần của bà được táng tại đâu.

## Hậu duệ
Tài nhân Trần Thị Trúc sinh cho vua Minh Mạng được 2 hoàng nữ, là:
- Phú Phong Công chúa Nguyễn Phúc Vĩnh Thụy (4 tháng 3 năm 1824 – 27 tháng 4 năm 1863), hoàng nữ thứ 17. Chúa lấy chồng là Phò mã Đô úy Nguyễn Tiến Vị, không có con[2].
- Bình Xuân Công chúa Nguyễn Phúc Gia Thụy (25 tháng 11 năm 1825 – 3 tháng 8 năm 1860), hoàng nữ thứ 24. Chúa lấy chồng là Phò mã Đô úy Hoàng Văn Thu, sinh được một con trai và một con gái[3].